# Myrsine papuana
Myrsine papuana är en viveväxtart som beskrevs av William Botting Hemsley. Myrsine papuana ingår i släktet Myrsine och familjen viveväxter. Inga underarter finns listade i Catalogue of Life.